# Fentonina
Fentonina is een geslacht van vlinders van de familie tandvlinders (Notodontidae), uit de onderfamilie Notodontinae.

## Soorten
- F. exacta Kiriakoff, 1962
- F. punctum Gaede, 1928
- F. schoutedeni Viette, 1954